# Piazza di Campitelli

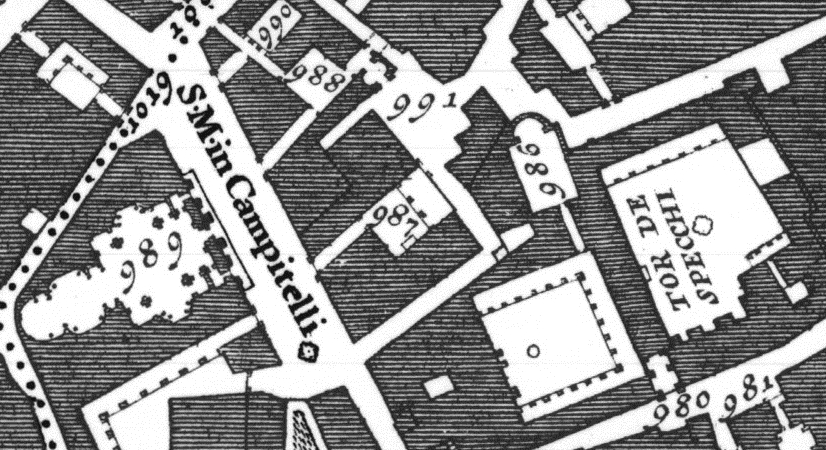
Piazza Santa Maria in Campitelli nella Nuova Pianta di Roma del 1748 di G.B. Nolli: al n. 987 palazzo Capizucchi, al n. 988 palazzo Albertoni Spinola, al n. 989 la chiesa, al n. 990 palazzo Cavalletti, al n. 1019 palazzo Serlupi Lovatelli

Piazza di Campitelli, nota fino al 1871 come piazza di Santa Maria in Campitelli, è una piazza di Roma che prende nome dal rione omonimo ed è posta non lontano dal Campidoglio, a sud est del colle. Ancora prima era anche nota come piazza dei Capizucchi dalla famiglia che vi risiedeva sin dal basso medioevo.

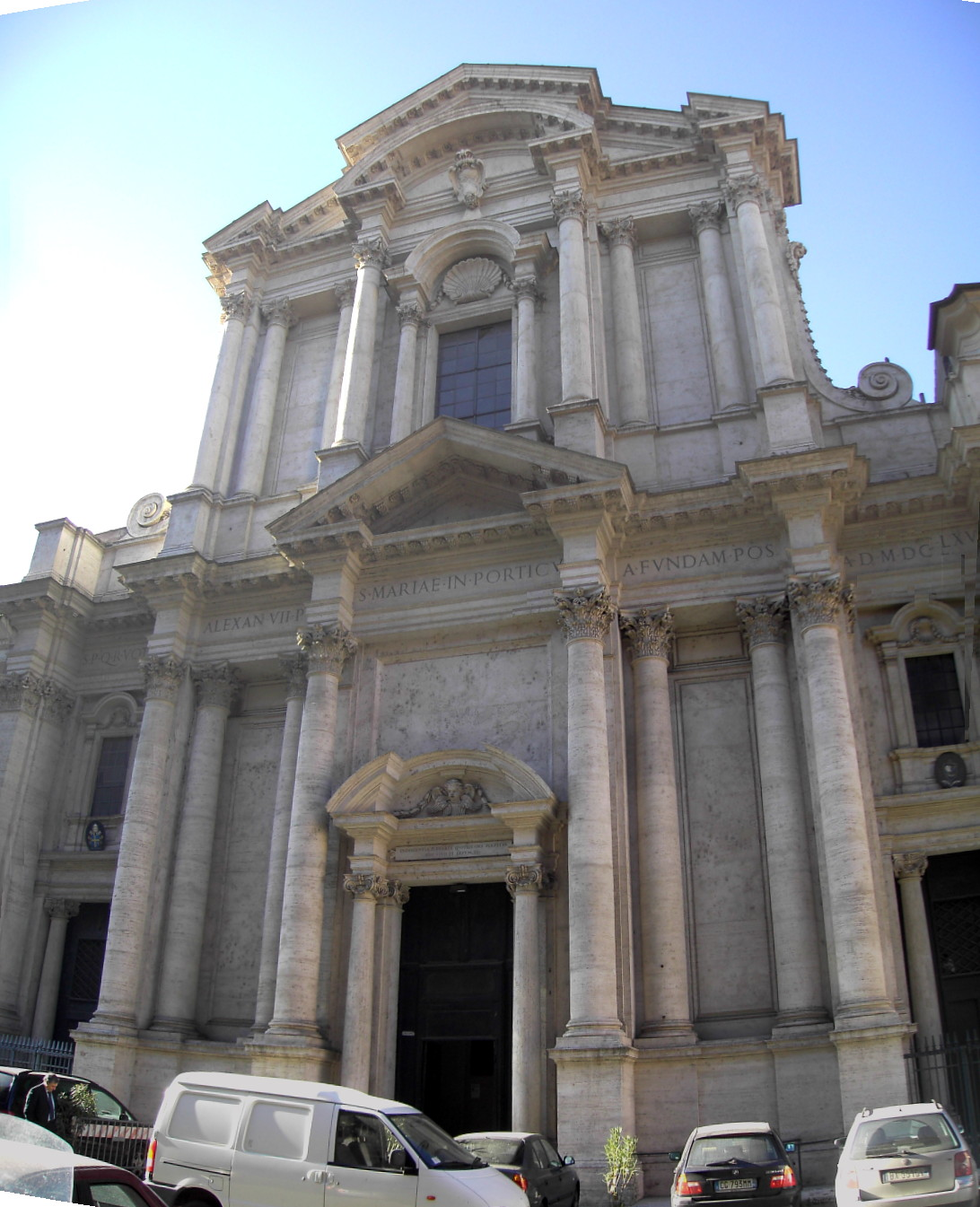
Facciata della chiesa di S. Maria in Campitelli

## Storia e descrizione
Di forma rettangolare allungata, le sue origini risalgono almeno all'XI secolo quando sul luogo dell'attuale palazzo Gaetani Lovatelli, all'estremità occidentale della piazza, sorgeva la chiesa di S. Maria in Campitello che occupava in parte l'area dove in età romana sorgeva il tempio di Giunone Regina, e al cui interno i Capizucchi vi avevano fatto costruire il ciborio e vi avevano eretto un loro giuspatronato sin dal 1390, avente la facciata rivolta verso la Torre detta del Merangolo o Citrangolo, inglobata nella casa già appartenente a Fabrizio de Massimi che sorgeva sul luogo dove oggi si trova palazzo Clementi, ora sede della Soprintendenza ai Beni Ambientali e Architettonici del Lazio.
La chiesa fu riedificata nel 1619 sul lato opposto al precedente, per essere nuovamente ricostruita con maggiori proporzioni dopo la peste del 1656 nell'attuale collocazione, ricavata dall'abbattimento delle case degli Albertoni dove nacque la beata Ludovica di questa famiglia, con il titolo di S. Maria in Campitelli nel 1675 da Carlo Rainaldi che si interessò anche della adiacente abitazione dei chierici della chiesa e del vicino palazzo già Serlupi poi Lovatelli.
La chiesa assunse anche il titolo "de Portico" perché vi venne traslata un'immagine della Madonna risalente al secolo XI, conservata nella distrutta chiesa di S. Maria con questo nome sita presso Ponte Rotto.

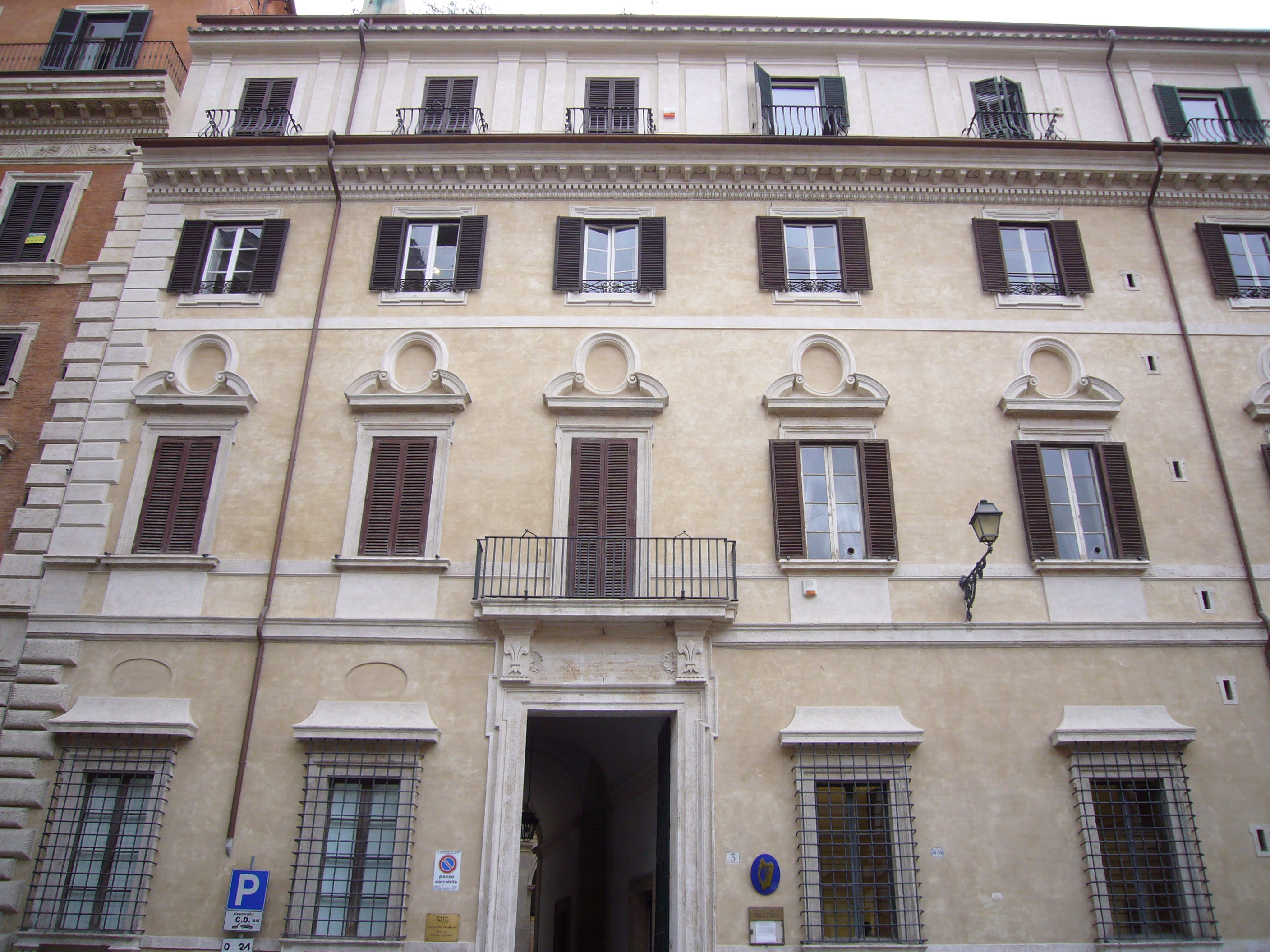
Facciata di palazzo Capizucchi su Piazza Campitelli

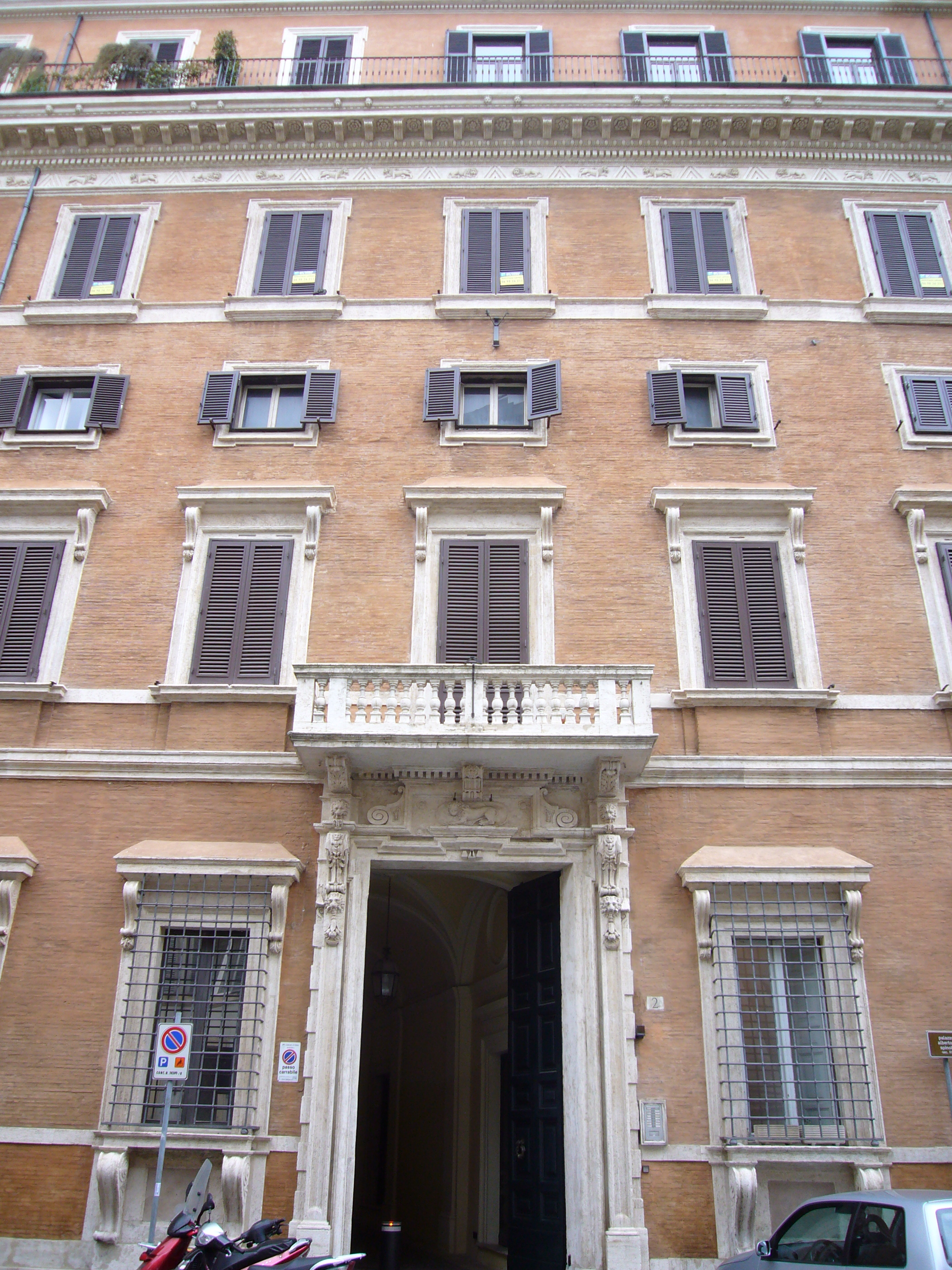
Palazzo Albertoni Spinola

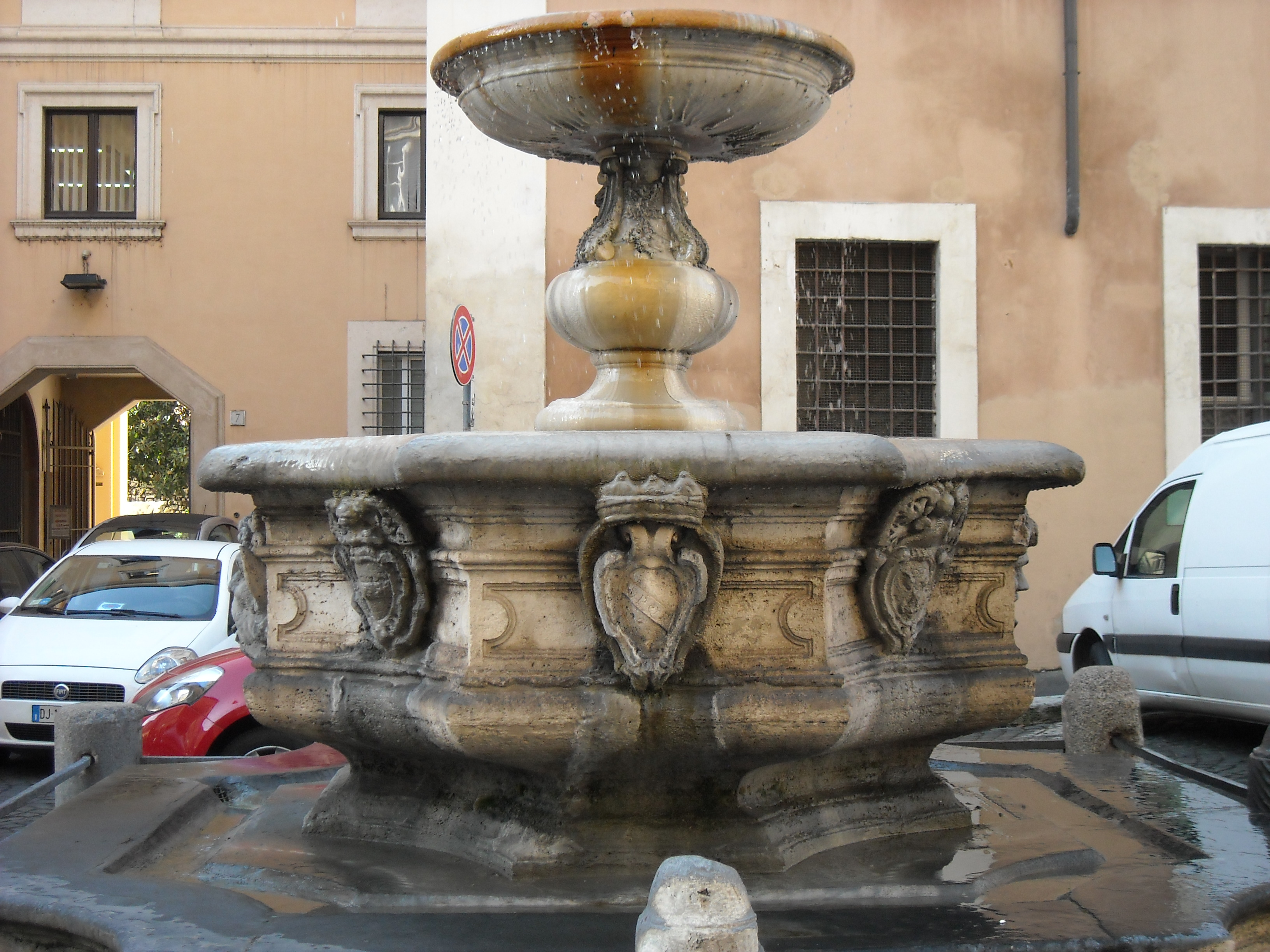
Fontana dell’Acqua Felice

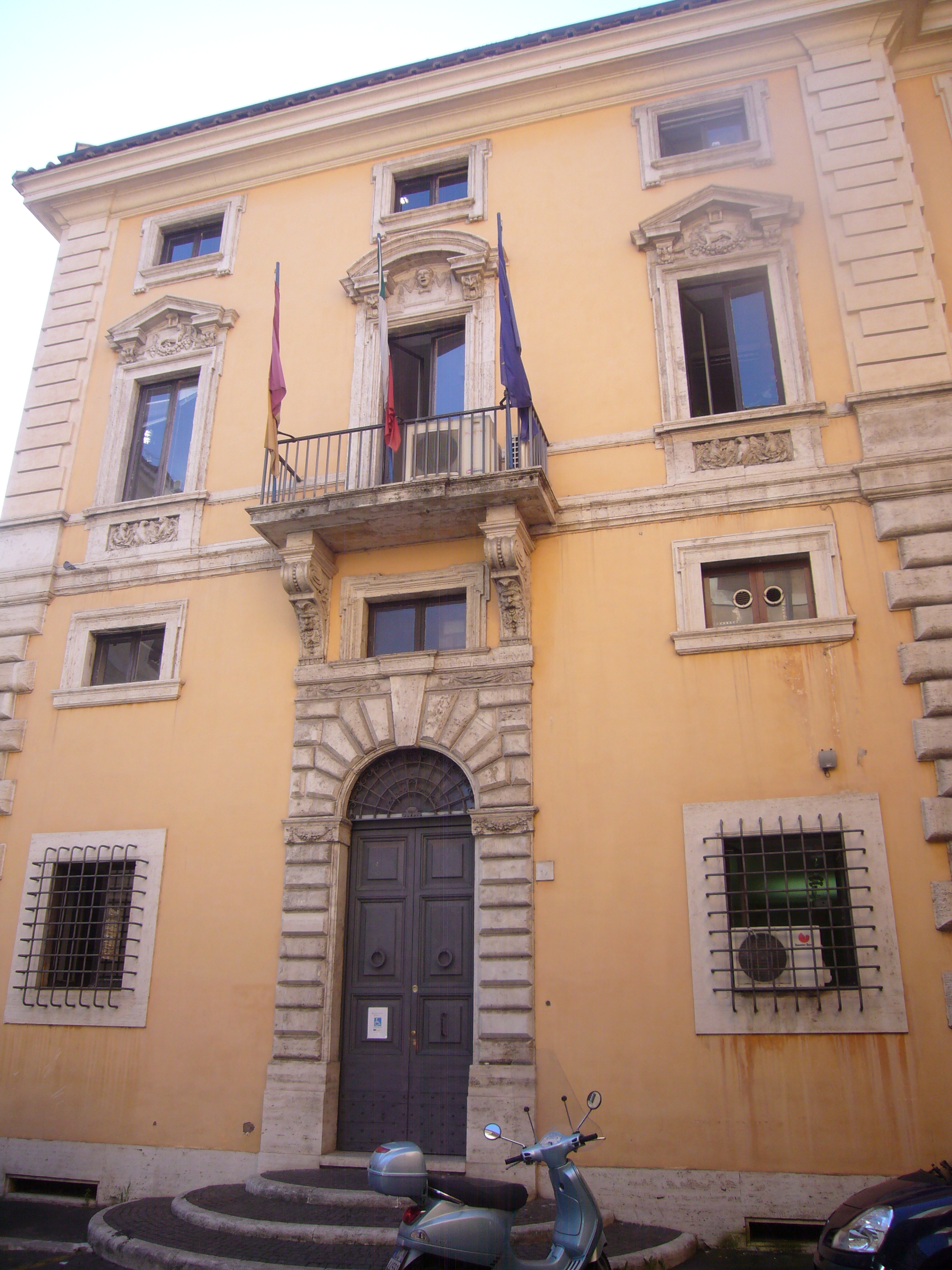
Casa di Flaminio Ponzio in Piazza Campitelli

La piazza, che venne lastricata nel 1588, fu residenza di alcune delle antiche famiglie del patriziato romano come i Capizucchi  e i Paluzzi-Albertoni che vi fecero edificare sul lato nord-orientale i loro palazzi confinanti (1590-1603), come sembra su disegno di Giacomo della Porta, a questi si aggiunse il palazzo della famiglia Stati adiacente alla chiesa, e dal 1619 il nuovo palazzo dei Serlupi ricostruito dopo che la famiglia, stanziatasi nel rione solo a fine Quattrocento quando iniziò ad arricchirsi con l'appalto della gabella del sale e con l'affitto dei beni degli Orsini di Bracciano, poté acquistare il sito della disfatta chiesa di S. Maria sul lato della piazza, dopo aver iniziato la ristrutturazione della porzione su piazza Lovatelli sin dal 1579 ad opera di Giacomo della Porta.
La pressoché esclusiva presenza di residenze nobiliari, conferiva alla piazza, sull'esempio della non lontana Piazza Santi Apostoli, un carattere se non privato, quasi semipubblico, assumendo il suo aspetto attuale solo a partire dalla prima metà del secolo XVII. La successiva ricollocazione del palazzo di Flaminio Ponzio, in angolo con Via Montanara, avvenne negli anni Venti del secolo XX successivamente ai lavori di demolizione di via Alessandrina dove originariamente era collocato.
All'estremità nordorientale in angolo vi è Palazzo Cavalletti, costruito da Ermete di questa famiglia di origine bolognese sulle case della famiglia romana dei De' Rossi, da cui prende nome la breve via che introduce a Via dei Delfini, dal nome della famiglia Delfini, che qui vi eresse il proprio palazzo nel secolo XVI con facciata convessa accorpando una preesistente abitazione di Antonio Frangipane che affacciava sulla Platea Turris Merangulorum.
Nella piazza vi è la fontana omonima dell'Acqua Felice costruita nel 1589 su disegno di Giacomo della Porta, sulla quale vi sono gli stemmi delle famiglie che affrontarono per intero le spese per la sua costruzione (Capizucchi, Albertoni, Muti e Ricci).
Fino a tutta la metà del secolo XX sulla base delle fonti storiche disponibili, gli archeologi ritenevano che presso l'estremità settentrionale di piazza Campitelli vi fosse uno degli accessi al complesso di età romana del Circo Flaminio, ritenendo che le stesse torri del Melangolo ed il campanile della chiesa di Santa Caterina, detta già in Castro Aureo, fossero fondate sui resti di quanto rimaneva del circuito del Circo; in verità solo dal 1960 grazie ad una rilettura dell'archeologo Guglielmo Gatti effettuata sui resti della Pianta marmorea di Roma di età severiana, si è potuto concludere che quello che si riteneva fosse il sito del Circo Flaminio fosse in realtà quanto rimaneva della Crypta Balbi, mentre il Circo doveva trovarsi ad ovest del teatro di Marcello parallelamente al Tevere.
Di conseguenza, in base a questa ricostruzione, la piazza lambisce con il suo lato sud-occidentale la porzione posteriore del complesso del Portico di Ottavia, occupando la sua estremità occidentale l'area che doveva essere della Curia Octaviae, essendo l'area della chiesa di Santa Maria in Campitelli quella corrispondente al Tempio di Giove Statore, rimanendo quindi estranea al complesso della Crypta, estendendosi questa limitatamente all'area di via Delfini; anche se presumibilmente tutta l'area doveva rientrare nei Prata appartenenti alla gens Flaminia dove nel 457 a.C. ca. vi venne convocato il Senato, denominati anche come Campus minor da Catullo (55,3).

## Dintorni
- Campidoglio
- Basilica di Santa Maria in Aracoeli
- Rupe Tarpea
- Piazza Montanara
- Teatro di Marcello
- Chiesa di San Nicola in Carcere
- Portico di Ottavia
- Ghetto di Roma
- Chiesa di Sant'Angelo in Pescheria
- Palazzo Mattei di Giove
- Chiesa di Santa Caterina dei Funari
- Fontana delle Tartarughe
- Chiesa di Santa Maria Annunziata a Tor de' Specchi
- Oblate di Santa Francesca Romana
- Chiesa di Santa Rita da Cascia in Campitelli
- Crypta Balbi
- Tempio di Apollo Sosiano
- Porta Carmentale
- Vicus Iugarius
- Area di Sant'Omobono